# Motoșeni
Motoşeni é uma comuna romena localizada no distrito de Bacău, na região de Moldávia. A comuna possui uma área de 104.50 km² e sua população era de 3807 habitantes segundo o censo de 2007.